# Gefleckte Muräne
Die Gefleckte Muräne (Gymnothorax moringa) kommt im tropischen und subtropischen westlichen Atlantik von North Carolina über die Bermudas bis zur Küste des südlichen Brasiliens vor. Außerdem lebt sie in der Karibik, im Golf von Mexiko, bei den Kapverden und im zentralen südlichen Atlantik um die Inseln Ascension und St. Helena. Sie bewohnt vor allem Korallen- und Felsriffe sowie Seegraswiesen in Tiefen bis 30 Metern.

## Merkmale
Die Gefleckte Muräne wird nach unterschiedlichen Angaben einen bis zwei Meter lang, die Tiere bei Ascension sollen sogar eine Länge von drei Metern erreichen. Ihr Körper ist schlank und von weißlicher bis hellbeiger Farbe und von zahlreichen, sich teilweise überlappenden, braunen bis purpurnen Flecken bedeckt. Das Maulinnere ist violett, die Augen weiß oder gelb. Geschlechtsunterschiede sind nicht bekannt. 

## Lebensweise
Gefleckte Muränen sind Einzelgänger und verbringen den Tag meist in Höhlen und Spalten verborgen. Gelegentlich, vor allem am Nachmittag schwimmen sie jedoch auch frei umher und jagen zusammen mit anderen Raubfischen. Sie sind sowohl nacht- als auch tagaktiv und ernähren sich von Fisch, vor allem von jungen Schnappern und Papageifischen, von Krabben und Garnelen. Sie wird selber unter anderem vom Nassau-Zackenbarsch (Epinephelus striatus), sowie den Schnappern Lutjanus apodus und Lutjanus jocu gefressen. Die Fortpflanzungsbiologie der Gefleckten Muräne ist unbekannt.